# Eutério (magnificentíssimo)
Eutério (em latim: Eutherius) foi um oficial romano do século IV, ativo durante o reinado conjunto dos imperadores Teodósio (r. 378–395) e Arcádio (r. 392–408). Um magnificentíssimo, possivelmente da classe homem ilustre (vir illustris), aparece em 392, quando ordenou a construção de uma muralha no Quersoneso, na Crimeia. É possível que fora um mestre dos soldados (magister militum).